# Sergio Vázquez Torrón
Sergio Vázquez Torrón (Lugo, 1975) es un economista español, actual presidente de Ineco desde 2022. Previamente, entre 2021 y 2022 fue secretario general de Infraestructuras en el Ministerio de Transportes, Movilidad y Agenda Urbana.

## Trayectoria profesional
Es licenciado en Ciencias Económicas y Empresariales por la Universidad de La Coruña, máster en Producción y Gestión Audiovisual por esa misma Universidad y Programa de Liderazgo para la Gestión Pública del IESE.
Su carrera profesional ha estado vinculada a la gestión en el ámbito de las infraestructuras y el transporte y a la asesoría, como economista, de políticas públicas. Ha sido presidente de la Sociedad Estatal de Infraestructuras del Transporte Terrestre (SEITT) y director de gabinete del ministro de Fomento, José Luis Ábalos; así como asesor de la ministra de Vivienda, Beatriz Corredor, y director adjunto de gabinete del ministro de Fomento y portavoz del Gobierno, José Blanco López.
También ha sido, en el inicio de su carrera profesional, consultor especializado en el sector audiovisual y ha coordinado el área de economía y empleo de la Comisión Ejecutiva Federal del PSOE.